# Bombardement de Tripoli (1685)
Pour les articles homonymes, voir Bombardement de Tripoli.
Le bombardement de Tripoli de Barbarie est une opération militaire du royaume de France qui a lieu entre le 19 et le 25 juin 1685 contre les corsaires barbaresques réfugiés dans la ville actuelle de Tripoli, en Libye. Il s'inscrit dans le cadre de la guerre menée par la France contre la régence d'Alger (1681-1688) et pour sécuriser la navigation en Méditerranée.
Le maréchal d'Estrées, qui prend la suite d'Abraham Duquesne, est chargé du commandement de l'opération avec sous ses ordres les lieutenants généraux d'Amfreville et de Tourville. De Pointis et Landouillette, tous deux commissaires d'artillerie, sont chargés du bombardement en tant que tel. L'opération est un succès, mais ne met qu'un terme provisoire à la course musulmane pratiquée depuis Tripoli.

## Le contexte: la lutte sans fin contre les Barbaresques
Tripoli fait partie, avec Salé, Alger et Tunis, des quatre régences barbaresques qui depuis le XVIe siècle entretiennent une activité corsaire quasi permanente en Méditerranée et dans l’Atlantique. Les flottes barbaresques, composées de petites unités très mobiles, (chébecs, felouques et brigantins), dirigées par de bon marins musulmans ou des renégats, arraisonnent les navires marchands chrétiens ou effectuent de pénibles razzias sur les villes côtières (italiennes, espagnoles, corses, françaises, et s’enhardissent jusqu’en Islande et Terre-Neuve). Cette situation pousse les puissances européennes à mener régulièrement des raids de représailles ou de lourdes interventions : espagnoles contre Tunis (1535), Alger (1541) et le Peñón de Vélez (1564) ; hollandaises (d’où la paix de 1663 entre Alger et Ruyter) ; anglaises (contre Alger, en 1622, 1655 et 1672).
À partir de 1661, commencent les interventions françaises. Louis XIV et Colbert, exaspérés par l’insécurité que ces attaques font régner sur le commerce français en Méditerranée entreprennent une lutte sans merci contre le « fléau barbaresque » (Martine Acerra, Jean Meyer) : à Djidejelli (1664), à Cherchell (1665) et surtout contre Alger où se succèdent les escadres (en 1661, 1665, 1682, 1683 et 1688). Vers 1680, Tripoli n’a encore subi aucune attaque d’envergure des puissances européennes. Pourtant, la régence tripolitaine, théoriquement soumise à l’autorité de la Sublime Porte tire l’essentiel de ses ressources des profits de la piraterie. L’intervention devient inévitable si le gouvernement français veut montrer qu’il protège tous les marchands en route pour les comptoirs des Echelles du Levant.
En septembre 1681, les hostilités commencent. Duquesne, avec neuf vaisseaux, poursuit jusqu’en Méditerranée orientale les navires tripolitains ayant à leur bord esclaves chrétiens et butin. Réfugiés dans l’île de Chios, ceux-ci se pensent à l’abri et refusent de rendre les captifs. Mais Duquesne bombarde le port et le soumet à un sévère blocus. En décembre, sous la pression des autorités ottomanes inquiètes devant la démonstration navale française, les chefs musulmans finissent par signer un traité qui stipule la restitution immédiate des esclaves. Cependant, les capitaines de vaisseaux turcs sont désavoués à leur retour et décapités. Malgré ce premier succès français, rien n’est donc réglé et la course tripolitaine se poursuit de plus belle.

## Le déroulement de l’expédition

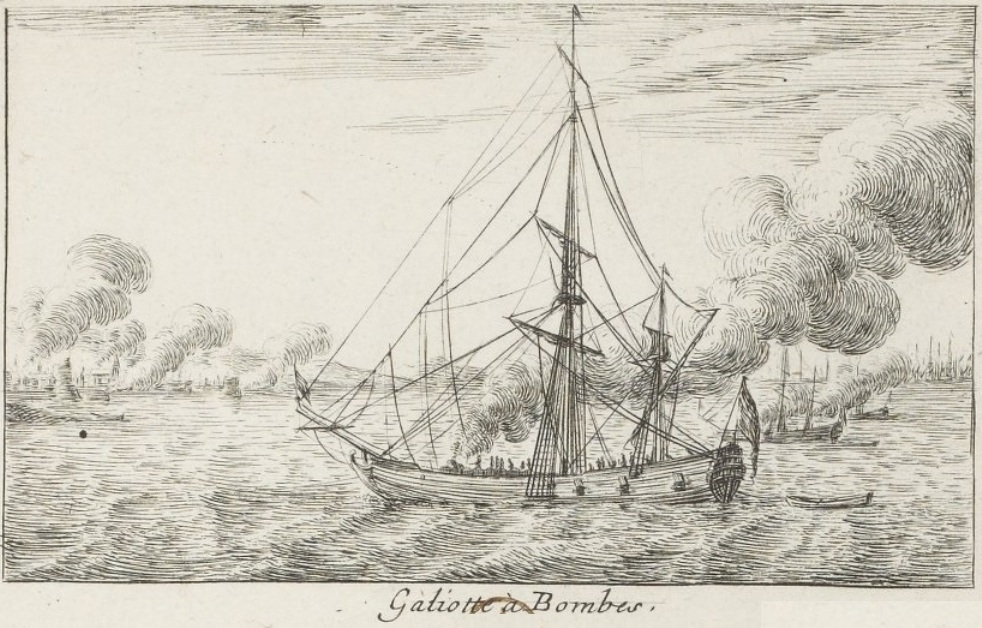
Galiote à bombes tirant sur une ville portuaire. Les cinq bâtiments engagés ravagent Tripoli et poussent rapidement le Dey à négocier.

### La préparation de l’armée navale
En 1685, Louis XIV et Seignelay décident de l’envoi d’une nouvelle expédition. Elle est confiée au vice-amiral Jean d'Estrées. Il dispose de neuf vaisseaux : l’Ardant (navire amiral), l’Agréable, le Prudent, le Bizarre, le Capable, l’Aventurier, le Fidèle, le Cheval, le Mercure ; de cinq galiotes à bombes, la Bombarde, l’Éclatante, la Fulminante, la Menaçante et la Terrible ; de quatre flûtes (dont une qui sert d’hôpital) ; de deux brûlots, de quelques galiotes à rames, tartanes et autres petits bâtiments.
Le plus gros de la puissance de feu est concentré sur les galiotes à bombes. Ces bâtiments, qui portent chacun deux gros mortiers sur affûts tournants, sont chargés de tirer des bombes qui tombent presque à la verticale sur l’objectif. Construites depuis 1681 par Renau d'Eliçagaray, elles portent jusqu’à 1 700 toises et ont fait leur preuve lors des bombardements d’Alger de 1682 et 1683. D’Estrées est un bon combattant, mais un chef vaniteux et un marin médiocre. Cependant, il est habilement secondé par des hommes chevronnés comme Tourville (sur l’Agréable), d’Amfreville (sur le Prudent), Pointis et Landouillette (qui commandent tous deux les galiotes à bombes).

### Le bombardement (22-25 juin)
Le 19 juin, l’armée navale française paraît devant Tripoli. Les fonds n’étant pas sûrs, elle mouille à deux lieues du large. Sur une chaloupe, Landouillette et Pointis viennent reconnaitre le port qui est défendu par deux gros bastions assez forts garnis de 64 canons. Ils sondent aussi la profondeur devant les murs. Puis, sur leur avis, les galiotes sont positionnées devant la place, à environ 700 toises (1 400 m). Le 22 juin, tout est prêt pour l’attaque.
Dans la nuit du 22 au 23, vers dix heures du soir, le bombardement commence, sous les ordres de Tourville. 500 bombes s’abattent sur la place, réduisant au silence sa défense. L’opération est renouvelée le surlendemain avec la même efficacité. Pour compléter et accentuer le bombardement, d’Estrées a l’idée de faire installer sur un rocher proche des murs une batterie d’artillerie. Pointis et Landouillette se chargent de reconnaitre le lieu puis installent deux gros mortiers pouvant tirer des bombes de 400 livres. D’Estrées espère pouvoir ouvrir une brèche dans la muraille et ainsi donner l’assaut.
Le 25 juin le Dey demande grâce et implore le pardon du roi de France. La ville est ravagée et 300 personnes ont été tuées. D’Estrées, au nom du roi, signe un traité de paix qui impose au Dey de rendre tous les captifs chrétiens et de verser 500 000 livres de rançon. Lingots et sequins n’étant pas suffisants, les femmes doivent se dépouiller de leurs bijoux, les hommes de leurs chaines en or et les janissaires des croissants d’or de leur étendard.

## Un succès fragile
D’Estrées, pour une fois perspicace vis-à-vis de ses subordonnés, fait l’éloge de Landouillette et de Pointis dans son rapport. En trois jours, 1 039 bombes ont été tirées sur Tripoli, confirmant par leur redoutable efficacité l’effet de terreur déjà produit par les galiotes à bombes lors des bombardements de 1682 et 1683 sur Alger. Effet encore confirmé dans les jours suivants : d’Estrées fait voile sur Tunis afin de lui faire subir le même sort que Tripoli ; à la vue de l’escadre française, le Bey de Tunis fait spontanément sa soumission, paye tribut (en remboursant les frais de l'expédition) et libère les esclaves chrétiens qui étaient entre ses mains.
Le succès pourtant, est fragile. La course musulmane est bien trop ancrée dans la culture de l’Afrique du Nord pour que les régences barbaresques y renoncent définitivement. Après un temps d’accalmie, elle renait de ses cendres, même si elle semble moins virulente que celle menée depuis Alger, Tunis ou Salé qui nécessitent beaucoup plus d’expéditions punitives. La prédation sur le commerce méditerranéen va donc se poursuivre jusqu’au XVIIIe siècle (où elle décline cependant) et même au-delà. En 1728, Louis XV lance une nouvelle expédition contre Tripoli et on verra même la jeune flotte américaine venir — avec un succès mitigé — attaquer la ville et en faire le blocus de 1801 à 1805.